# Космос-782
Космос-782 («Бион-3») — советский беспилотный космический корабль запущенный с космодрома «Плесецк» 25 ноября 1975 года. Один из аппаратов серии «Бион».

## Запуск
Запуск «Космос-782» был осуществлён ракетой-носителем «Союз-У» с площадки 43/3 космодрома «Плесецк» 25 ноября 1975 г в 14:00 по Гринвичу. Аппарат был выведен на низкую околоземную орбиту с перигеем 226 км и апогеем 405 км с наклоном орбиты 62,80° и периодом обращения 90,5 минут.
15 декабря 1975 г после 19,5 суток пребывания на орбите возвращаемый модуль корабля совершил посадку в Казахстане близ Аманкарагая.

## Задачи
Всего было проведено 14 экспериментов, подготовленных семью странами при участии ученых из Франции, Чехословакии, Венгрии, Польши, Румынии, Соединённых Штатов и Советского Союза.
В аппарате была установлена центрифуга с вращающимися и неподвижными секциями, в которых находились идентичные группы животных, растений и клеток, что позволило провести сравнительный анализ при разных условиях прибывания на орбите. Исследуемые животные состояли из белых крыс и черепах. Также было изучено развитие плодовой мухи и тканей растений с привитыми раковыми опухолями. В миссии было задействовано более 20 различных видов живых организмов, в том числе 25 самцов крыс, плодовые мухи (Drosophila melanogaster), морковные ткани и 1000 эмбрионов рыбы (Fundulus heteroclitus). Эксперимент с измерением радиационного фона, подготовленный США, проводился без использования биологических материалов. Этот эксперимент был единственным совместным исследованием США и СССР, проведенным на серии аппаратов «Бион» по управлением Johnson Space Center (JSC), все остальные совместные эксперименты были разработаны и управлялись Ames Research Center (ARC).